# Miapor
Miapor (armeniska: Միափոր) är ett berg i Armenien. Det ligger i den centrala delen av landet, 90 km nordost om huvudstaden Jerevan. Toppen på Miapor är 2 993 meter över havet.
Terrängen runt Miapor är kuperad österut, men västerut är den bergig. Miapor är den högsta punkten i trakten. Runt Miapor är det ganska tätbefolkat, med 72 invånare per kvadratkilometer.. Närmaste större samhälle är Tjambarak, 15,8 km sydost om Miapor. 
Trakten runt Miapor består till största delen av jordbruksmark.